# Insrom
Insrom är en ort i på ön Biak i provinsen Papua i Indonesien. Insrom ligger 18 meter över havet. och antalet invånare är 3 452 (2017).